# Bulletin de l'Herbier de l'Institut Botanique de Bucarest
Bulletin de l'Herbier de l'Institut Botanique de Bucarest o Buletinul Erbaruluǐ Institutuluǐ Botanic din Bucureşti (abreviado Bull. Herb. Inst. Bot. Bucarest) fue una revista científica con ilustraciones y descripciones botánicas que fue publicada en Bucarest en los años 1901-1902.